# Salomon Wisdom
Michel Wisdom Salomon Aka, né le 1er octobre 1988 à Cotonou, est un footballeur professionnel béninois qui a représenté l'équipe nationale béninoise.

## Biographie

### Début de carrière
Aka a commencé sa carrière au Soleil FC avant d'être transféré au champion slovaque de Superliga MŠK Žilina en juillet 2006.

### Prêt au FK Matador Púchov
Pendant son séjour au MŠK Žilina, Aka a disputé son premier match et peu de temps après, il a été prêté au FK Matador Púchov en janvier 2007. Il a passé un an et demi dans la II.liga (Západ) avec le FK Matador Púchov avant de retourner à Žilina.

### Prêt au FC ViOn Zlaté Moravce
En juillet 2008, Aka a été prêté au FC ViOn Zlaté Moravce. Sa période de prêt avec le club a duré jusqu'au 30 juin 2009. Aka a acquis une expérience précieuse pendant son séjour au FC ViOn Zlaté Moravce.

### Transfert aux Maldives
En 2012, Aka a rejoint le club maldivien de Valence. Il a fait ses débuts lors du premier match de Valence de la Dhivehi League 2012 et a été inclus dans la formation de départ. Dans ce match, il a montré ses compétences et a marqué le but de la victoire à la 71e minute. Le match s'est terminé par une victoire 1-0 de Valence sur le Club All Youth Linkage.

### Carrière internationale
Aka a également représenté l'équipe nationale béninoise dans les compétitions internationales.